# Reggenza di Hulu Sungai Centrale
La reggenza di Hulu Sungai Centrale (in indonesiano: Kabupaten Hulu Sungai Tengah) è una reggenza dell'Indonesia, situata nella provincia di Kalimantan Meridionale.